# Georges Vaillancourt
Pour les articles homonymes, voir Vaillancourt.
Georges Vaillancourt (né le 23 avril 1923 et mort le 12 mars 2010) est un entrepreneur forestier, homme d'affaires et homme politique québécois. Membre du Parti libéral du Québec, il est député à l'Assemblée nationale du Québec de 1960 à 1989 et membre du conseil des ministres du gouvernement de Robert Bourassa.

## Biographie
Fils de cultivateur, Georges Vaillancourt nait à Coaticook et travaille sur la ferme familiale. Il étudie au Séminaire Saint-Charles-Borromée de Sherbrooke et à l'Académie du Sacré-Coeur à Coaticook. En affaires, il exploite une plantation de conifères et fonde en 1965 l'entreprise Valfei Peat Moss ltée. qui exploite des tourbières.

### Carrière politique
Georges Vaillancourt est candidat du Parti libéral du Québec lors des élections générales du 22 juin 1960, pour la circonscription de Stanstead. Il défait le député sortant Léon-Denis Gérin, qui était en poste depuis douze ans. Il y est réélu lors des trois élections suivantes, en 1962, 1966 et 1970. Après la refonte de la carte électorale de 1972, il est de nouveau candidat dans la circonscription d'Orford, qui est en grande partie identique à Stanstead. Il y est élu de nouveau, puis réélu en 1976, 1981 et 1985. Ce mandat ininterrompu de 29 ans et 3 mois le place (en date de 2024) au quatorzième rang des plus longs mandats de député depuis la Confédération.
Durant son mandat de député, il est élu maire de Coaticook en novembre 1968. Il démissionne de ce poste en février 1973, peu de temps après sa nomination comme ministre d'État aux Affaires municipales par le premier ministre Robert Bourassa. Puis, en juillet 1975, il est muté au poste de Ministre d'État à l'Agriculture lors d'un important remaniement du cabinet Bourassa. 
Aux élections générales de 1976, le Parti libéral est chassé du pouvoir par le Parti québécois et Vaillancourt se retrouve dans l'opposition pour 9 ans. Les libéraux sont de retour en 1985, mais il n'est pas retenu pour faire partie du nouveau cabinet. Il a tout de même l'occasion de présider, en tant que doyen des députés non-ministres, à l'élection du président de l'Assemblée nationale. Il ne se représente pas en 1989.
Georges Vaillancourt apparaît dans le film documentaire de Denys Arcand, On est au coton, réalisé en 1970, alors qu'en tant que maire de Coaticook et député, il commente la fermeture de l'usine Penmans (en) de sa ville,.

### Après la politique
Georges Vaillancourt est nommé membre à temps partiel de la Commission municipale du Québec le 20 juin 1990.

## Hommages
- Le pont Georges-Vaillancourt, qui enjambe la rivière Coaticook au centre de la ville du même nom, a été nommé en son honneur en 2012[15].